# هوجو ماسانوری
هوجو ماسانوری (به ژاپنی: 北条 政範 ほうじょう まさのり)، تولد ۱۱۸۹ - مرگ ۲۷ نوامبر ۱۲۰۴ - یک سامورایی، گوکه‌نین در شوگون‌سالاری کاماکورا بود. او پسر هوجو توکیماسا و همسر ماکی نو کاتا بود.